# Zeefplaat (spin)
Een cribellum of zeefplaat is een structuur op het achterlijf van een aantal spinnen. De zeefplaat is een kamvormige structuur die de spin in staat stelt zeer fijne draadjes te produceren die gebruikt worden om prooien te strikken. De draden zijn zo fijn dat de kleinste prooien erin verstrikt raken, de draden zijn niet kleverig. Een voorbeeld van een groep van spinnen die een cribellum bezitten zijn de kaardertjes (Dictynidae).